# 董白
董白（170年代—192年？），凉州陇西郡临洮县（今甘肃岷县）人，东汉末期人物。

## 生平
初平元年（190年），其祖父权臣相国董卓遷都長安时，董白未满十五岁，尚未及笄（成人礼），封为渭陽君。董白乘坐青盖车，在郿城的都尉、中郎将、刺史引导下，由董白的堂伯董璜（董卓侄子）担任使者授予印绶。初平三年（192年）王允誅滅董氏时，她和董卓九十岁的母亲（董白的曾祖母）一起被处死。

## 家族
祖父董卓。父母名字不詳。

## 遊戲形象

### 網絡遊戲
- 三國殺Online（游卡桌游、遊戲新幹線）

### 手提遊戲
- 真‧三國無雙Blast（光榮特庫摩）

［少女回戰］
［鬼武三國］

### 電玩遊戲
- 真·三國無雙8 （光榮特庫摩；大関 英里配音）
- 三国志系列（光榮特庫摩）